# Cerco de Patras (805 ou 807)
O cerco de Patras em 805 ou 807 foi realizado por tribos eslavas locais do Peloponeso, supostamente com a ajuda de uma frota árabe. O fracasso do cerco, atribuído a intervenção miraculosa do patrono da cidade, Santo André, marcou a consolidação do controle bizantino sobre a península do Peloponeso. Também marcou o começo da ascensão da metrópole de Patras nos assuntos eclesiásticos da península.

## Antecedentes
A posição militar do Império Bizantino nos Bálcãs colapsou no começo do século VII como resultado de aventuras militares desastrosas contra o sassânidas e então os árabes no Oriente, que forçou o abandono efetivo da fronteira do Danúbio e abriu o caminho para a penetração em larga-escala do interior dos Bálcãs por várias tribos eslavas. Os eslavos invadiram até o sul da Grécia e a costa da Ásia Menor, e se assentaram através da península balcânica. Muitas das cidades da região foram saqueadas ou abandonadas e apenas algumas, incluindo Tessalônica, permaneceram ocupadas e em mãos imperiais.
Na Grécia, a costa oriental do Peloponeso e a Grécia Central permaneceram em mãos bizantinas como o Tema da Hélade, enquanto no interior, vários grupos eslavos se estabeleceram. Uma grande população grega nativa provavelmente também permaneceu na terra, se misturando com os eslavos ou em suas próprias comunidades autônomas. Como em toda a Grécia, um modus vivendi sobretudo pacífico logo emergiu entre os eslavos e as fortalezas bizantinas remanescentes, com os eslavos essencialmente agrícolas negociando com as cidades costeiras bizantinas. Mais ao norte, no continente grego, pela virada do século VIII pequenos distritos eslavos ou esclavenos emergiram no entorno das franjas do território imperial, governados por seus próprios arcontes, que receberam títulos bizantinos e reconheceram de alguma forma a suserania imperial. A autoridade imperial através da Grécia foi muito fortalecida pela campanha de 783 do logóteta Estaurácio, que se aventurou de Constantinopla por terra para Tessalônica e de lá para o Peloponeso, subjugando os eslavos destas regiões.
Patras, na costa noroeste do Peloponeso, é declarada pela Crônica de Monemvasia - um trabalho de exatidão e cronologia amplamente discutidas, mas uma fonte essencial do período - como tendo sido uma das cidades abandonadas ca. 587/588 como resultado das depredações eslavas, com sua população fugindo para Régio da Calábria. Isso foi seguido por 218 anos de governo eslavo independente no Peloponeso, até em torno de 804/805. O registro arqueológico, por outro lado, mostra Patras como tendo permanecido em controle bizantino durante todo período, embora é possível que parte da população realmente emigrou para a Itália.

## Cerco de Patras

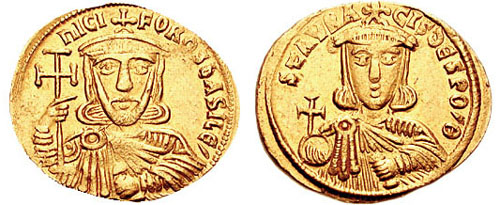
Soldo de r. e seu filho e sucessor Estaurácio r.

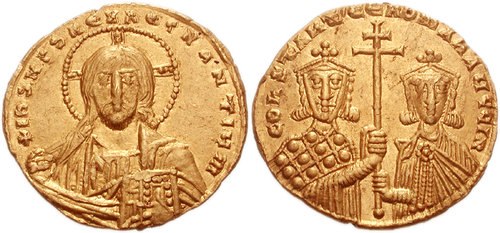
Soldo de r. e Romano II r.

De acordo com o Capítulo 49 do Sobre a Administração Imperial de Constantino VII Porfirogênito (r. 913–959), no reinado de Nicéforo I, o Logóteta (r. 802–811) os eslavos do Peloponeso fizeram guerra contra a população grega com ajuda de "sarracenos africanos", saqueando o campo e sitiando Patras. A cidade resistiu por um tempo, mas a medida que a comida começar a escassear, os habitantes pensaram em render-se. Primeiro, contudo, eles enviaram um batedor em direção de Corinto, a sede do governador militar (estratego), para saber se ele estava vindo ajudá-los ou não. O enviado foi instruído, quando retornasse, a dar um sinal com uma bandeira que portava: se a ajuda estivesse a caminho, ele mergulharia a bandeira, caso contrário a elevaria.
O batedor descobriu que estratego não estava vindo ou estava atrasado - Constantino VII escreve que ele chegou três dias após o cerco terminou - mas em seu retorno à cidade, seu cavalo escorregou, e ele e sua bandeira caíram. Os habitantes de Patras interpretaram isso como um sinal de que a ajuda estava próxima, e partiram contra os sitiantes, alegadamente liderados por Santo André, o patrono da cidade, montado em seu cavalo. Os eslavos entraram em pânico, abandonando o cerco. Como uma punição, Constantino VII registra que os eslavos foram mais tarde obrigados a manter com seus recursos todos os oficiais e enviados que passaram através de Patras, aliviando a sé local deste fardo.
Constantino VII não dá a data precisa do ataque, mas tem sido geralmente datado em torno de 805, quando a cidade de Patras foi "refundada", de acordo com a Crônica de Monemvasia, ou 807, quando é conhecido que uma frota árabe alcançou o sul da Grécia, embora a participação árabe pode ter sido resultado de uma interpolação tardia, misturando a real revolta eslava com raides árabes subsequentes. A Crônica de Monemvasia, por outro lado, não menciona qualquer cerco à cidade. Em vez disso, registra que um estratego armênio em Corinto chamado Esclero derrotou os eslavos peloponésios, e que esta vitória, no ano 804/805 ou 805/806, marcou o fim de "218 anos" de governo eslavo no Peloponeso. O imperador Nicéforo I é então citado como tendo reconstruído Patras ao trazer de volta de Régio os descendentes dos habitantes originais, e por ter se envolvido num programa em larga escala de reassentamento e cristianização da península, trazendo colonos gregos da Itália e Ásia Menor. O programa de reassentamento de Nicéforo ao menos é também confirmado pelo cronista Teófanes, o Confessor, que coloca-o levemente mais tarde, em 810/811.
Alguns estudiosos tentaram reconciliar os registros conflitantes da crônica e do Sobre a Administração Imperial, implicando numa primeira recuperação de Patras ca. 805 como resultado da campanha de Esclero, que foi provavelmente concomitante com o estabelecimento do Peloponeso como um tema separado da Hélade, se isso não foi feito ligeiramente antes. De acordo com esta interpretação, a revolta eslava e o ataque de Patras seriam uma reação de poucos anos depois, entre 807 e 811.

## Rescaldo

Grécia bizantina nos séculos IX-X

Seja qual form o exato curso dos eventos do começo dos anos 800, o fracasso do ataque eslavo em Patras consolidou o recentemente restabelecido controle bizantino sobre o Peloponeso, e as políticas de Nicéforo I levaram à bem-sucedida recristianização e helenização da península. A defesa de Patras também assegurou ao Império Bizantino o primeiro meio marítimo de comunicação com a Itália e o Ocidente, bem como abriu a rota menor através do golfo de Corinto, em vez da rota mais loga e perigosa do Peloponeso, que estava exposta aos ataques árabes.
De acordo com Constantino VII, os eslavos revoltaram-se novamente no começo dos anos 840, mas foram derrotados pelo estratego Teoctisto Briênio. No sul, as tribos dos ezeritas e melingos aguentaram mais templo. Eles foram posteriormente subjugadas e forçadas a pagar pesado tributo, mas mantiveram sua autonomia. Estas duas tribos ergueram-se novamente um século mais tarde, em 921. Novamente foram rapidamente suprimidos, desta vez pelo estratego Crenita Arotra, mas conseguiram manter sua autonomia e identidade distinta até o período latino.
A repulsão bem sucedida do cerco através da "intervenção" de Santo André também marcou a ascensão abrupta da sé de Patras à proeminência: formalmente uma sé sufragânea da metrópole de Corinto, foi elevada como metrópole separada e gozou de grande influência político-financeira. Doravante, o metropolitano de Patras rivalizou com seu antigo superior em Corinto sobre o controle de outras sés do Peloponeso.